# Larinia ishango
Larinia ishango là một loài nhện trong họ Araneidae.
Loài này thuộc chi Larinia. Larinia ishango được Manfred Grasshoff miêu tả năm 1971.